# Giả vector

Một cuộn dây (màu đen) mang dòng điện tạo ra từ trường (màu xanh). Nếu vị trí và dòng điện của cuộn dây được phản chiếu qua một mặt phẳng (biểu diễn bằng nét đứt như hình vẽ), từ trường do cuộn dây tạo ra sẽ không chỉ bị phản xạ mà còn phải đổi chiều. Do đó, vị trí và chiều dòng điện tại mọi điểm trên dây đều là vector thực, còn vector từ trường là giả vector.

Trong vật lí và toán học, một giả vector (hay vector trục; tiếng Anh: pseudovector) là một đại lượng có tính chất giống như vector trong các phép biến đổi cứng liên tục như phép biến đổi tuyến tính và quay, nhưng lại không biến đổi như một vector trong một số phép biến đổi cứng không liên tục như phản xạ. Ví dụ, vận tốc góc vì khi một vật đang xoay phản xạ lí tưởng qua gương, "vector" vận tốc góc của ảnh chính không phải là hình ảnh phản chiếu của "vector" vận tốc góc của vật. Trong khi đó, đối với vector thực (hay vector cực), vector phản chiếu và vector gốc phải là hình ảnh phản chiếu của nhau.
Một ví dụ của giả vector là pháp tuyến của mặt phẳng có hướng. Mặt phẳng có hướng có thể xác định bởi hai vector không song song nhau, {\displaystyle {\boldsymbol {a}}} và {\displaystyle {\boldsymbol {b}}}, phủ mặt phẳng. Khi đó, vector {\displaystyle {\boldsymbol {a}}\times {\boldsymbol {b}}} là pháp tuyến so với mặt phẳng (có hai pháp tuyến, dùng quy tắc bàn tay phải để xác định), và là giả vector. Điều này có hậu quả trong đồ họa máy tính, cần phải cân nhắc khi biến đổi pháp tuyến mặt phẳng. Trong không gian ba chiều, độ xoáy của một trường vector cực tại một điểm và tích có hướng của hai vector cực là giả vector.